# 東涌東海濱長廊

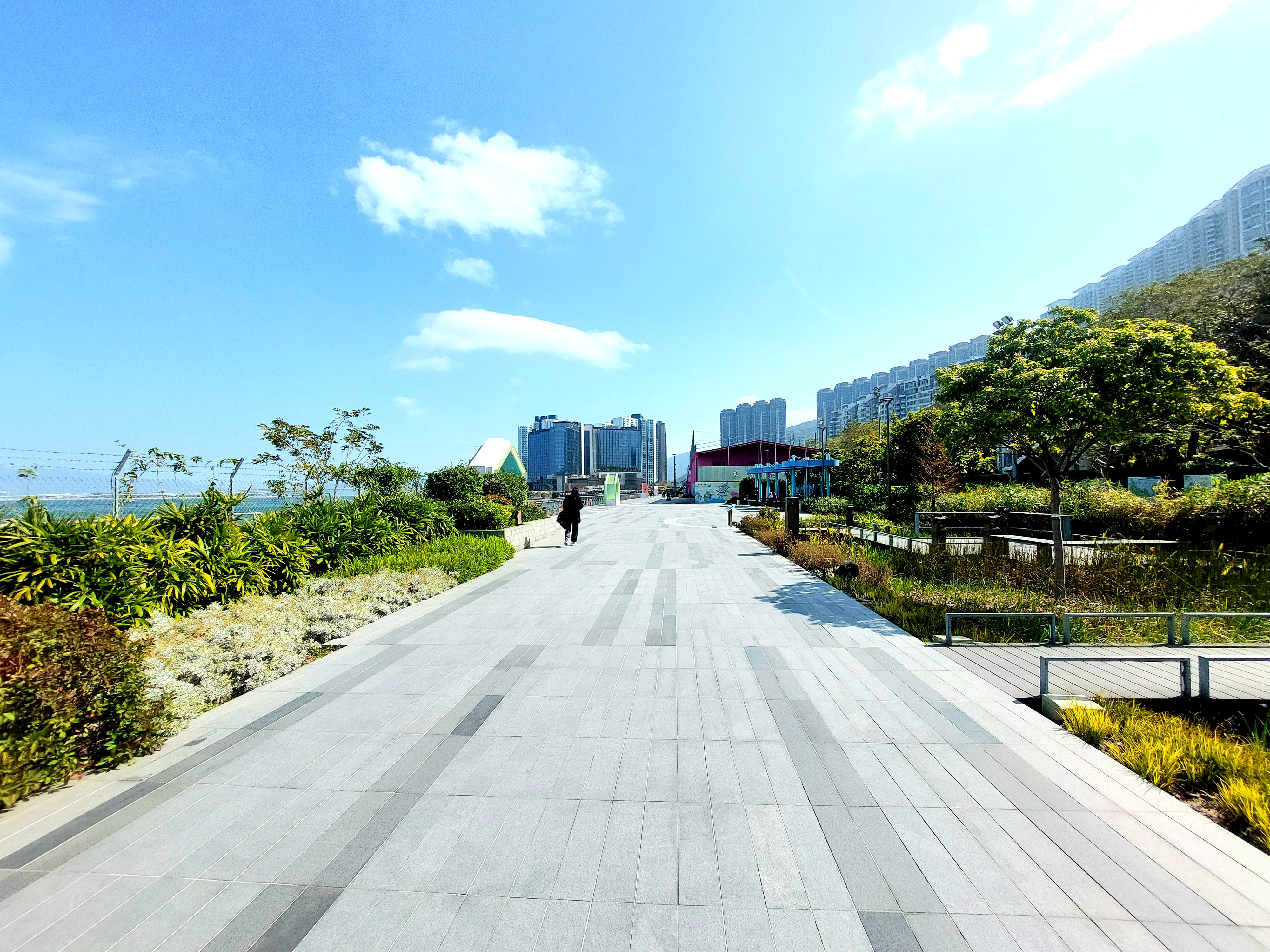
西入口

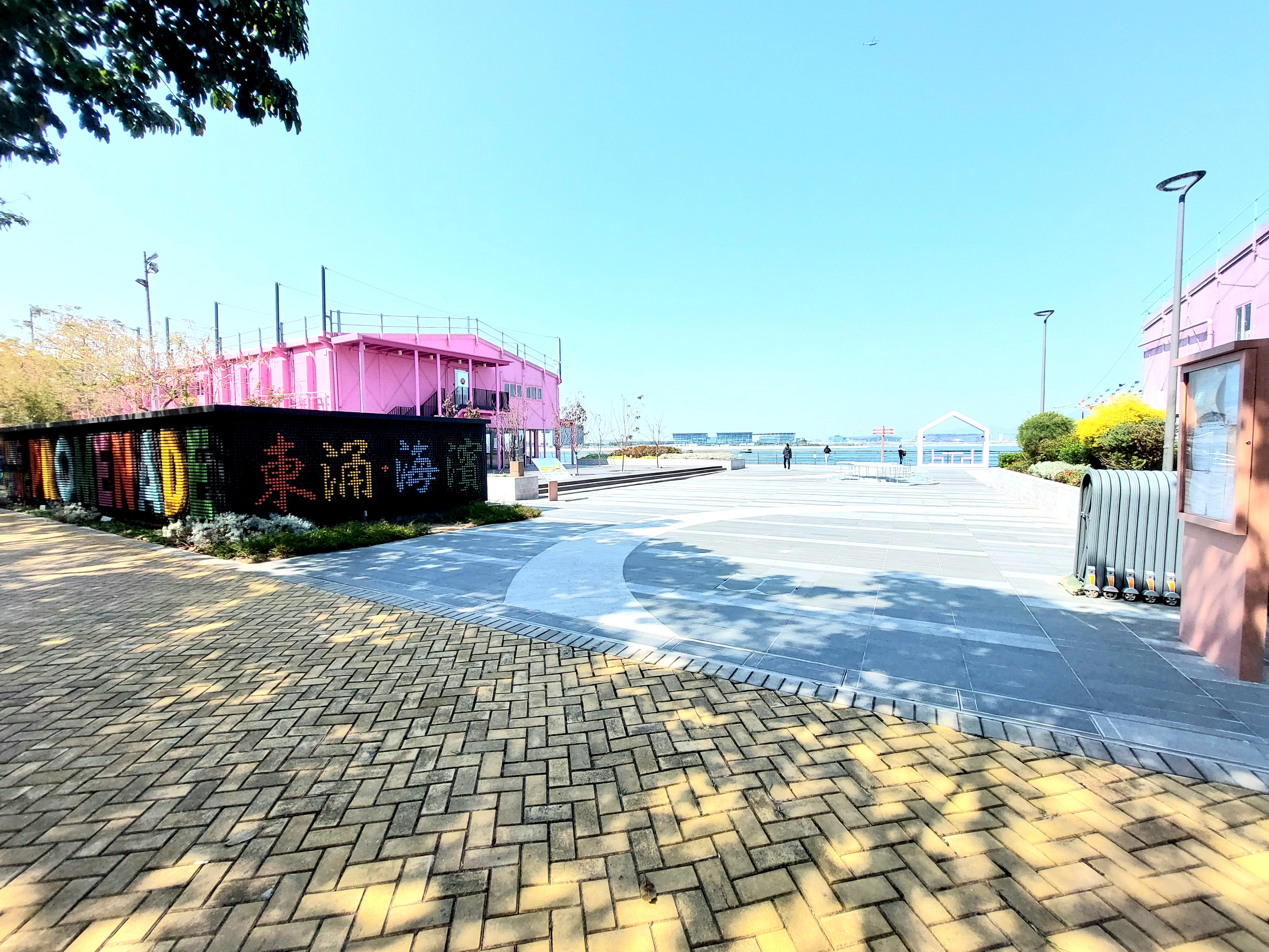
主入口

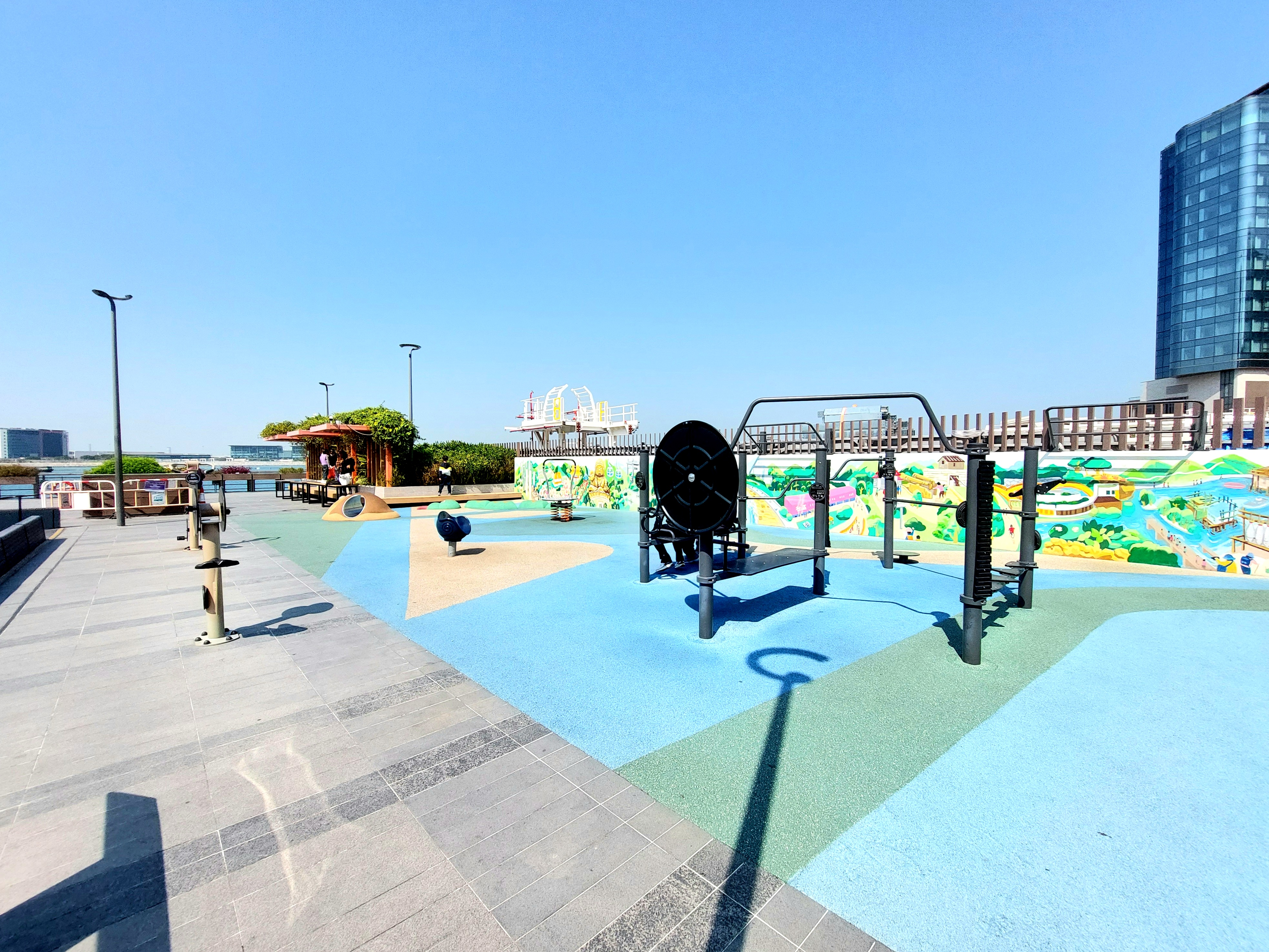
兒童遊樂場及健身設備

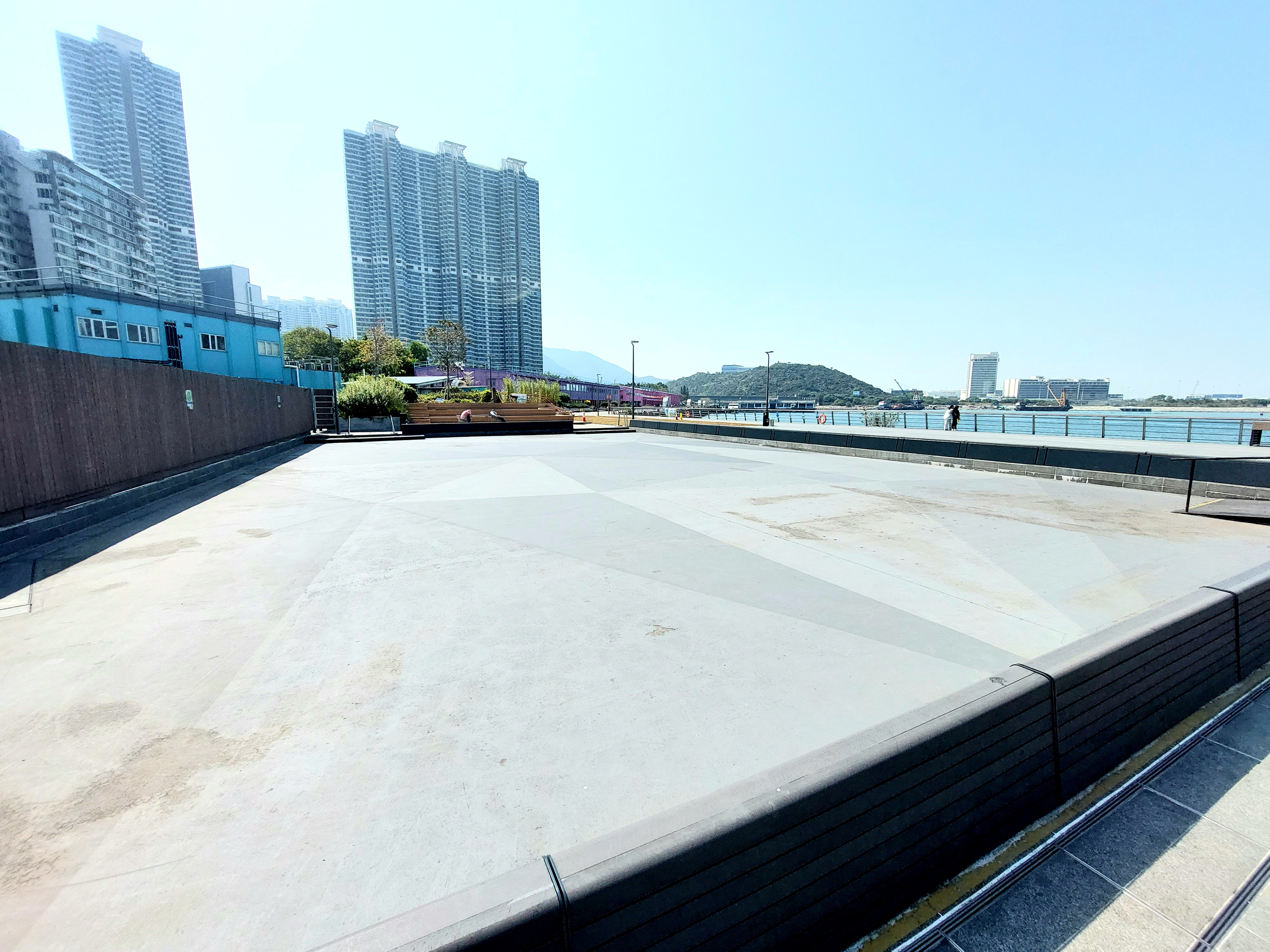
滑板場

東涌東海濱長廊（英語：Tung Chung East Promenade）是香港一處海濱長廊，位於香港新界離島區大嶼山東涌東涌海濱路東涌世茂喜來登酒店旁邊及朝向公園的馬路。東涌東海濱長廊第一階段全長70米，同時由港珠澳大橋工地辦公樓改建而成的東涌社區聯絡中心一同於2021年11月21日開放，餘下部分分別長85米和230米，於2023年1月陸續開放。整段海濱長廊全長約400米，可為當區居民提供一條綠化空間、單車徑與方便行人的長廊。
其中東涌社區聯絡中心樓高兩層，中庭設有樓梯，並設有廣闊空間。而建築物上層為辦公室和會議室，不對外開放，下層則設有10個主題區，訪客可透過多個互動展品和模型了解可持續大嶼山的發展和保育工作，並增進對大嶼山自然、文化和歷史的認識現時的主題為「嶼南風土」，介紹有關貝澳、水口及鄰近一帶的文化及歷史研究。外牆本身由鐵皮改建為玻璃，以連繫中心與外面海濱長廊的空間，讓中心內的市民可享有戶外海濱的景色。東涌社區聯絡中心現時除了開放予市民預約參觀，而中庭的多用途活動空間和一樓的活動室亦會開放予非政府機構和學校預約作舉辦活動之用，與社區共享空間。
2022年9月2日至13日，土拓署在東涌東海濱長廊舉辦「愛·團圓」東涌海濱花燈節，花燈節將展出一系列中秋裝飾，包括由著名青年建築師蕭國健設計的巨型霓虹花燈和高4米的花燈牆，以及沿海濱懸掛約1000個燈籠。花燈節將於中秋節及翌日舉行皮影戲表演、傳統文化工作坊和猜燈謎遊戲，供市民現場報名參與。
2023年9月23日至10月8日期間，土拓署在東涌東海濱長廊舉辦「開心悅圓」．東涌海濱花燈節，海濱長廊將懸掛近3000個花燈，並展出巨型月亮「開心悅圓」和「孖必兔兔」等燈飾。
2024年2月17日，土拓署在東涌東海濱長廊舉行「18區日夜都繽紛@離島民俗元宵夜 辰龍千燈園遊會亮燈儀式」，園遊會於2月23日至25日中午12時至晚上10時在東涌東海濱長廊舉辦，場內多項以新春元宵同中國古風為主題的燈飾及大型裝置，包括粉然心動許願樹、巨型吹氣花卉、千盞燈謎長廊及充氣球燈柱，歡迎市民到場打卡。園遊會設有約25個特色攤位，售賣離島區內出產及其他特色商品，當中包括大澳及南丫島出產的海味和醬料、長洲平安包、海南文昌雞及手製海南辣椒醬、本地手製有機天然護膚品、馳名地區特色小吃、及各式手工藝品等。
2024年9月8日至22日，土拓署在東涌東海濱長廊舉辦「月滿升空‧一起追夢」東涌海濱花燈節。花燈節布置以太空為主題，海濱長廊設置6米高火箭及航天玉兔、大型夜光月亮椅、八大行星及可愛玉兔等燈飾，並懸掛由數百名幼稚園和小學生創作的燈籠。
離島民政事務處於東涌東海濱長廊設置了兩組名為「夢翔．島聚」的大型藝術裝置，其中「夢翔」象徵天空，透過超過300架帶著日出漸變色調、指向區內香港國際機場的紙飛機懸掛燈飾，鼓勵大眾仰望天空，享受陽光同海風，感受大自然。同時象徵離島民政處同離島各界群策群力，致力使市民的希望同夢想得以展翅高飛。而「島聚」代表大地，為一套以離島區地形輪廓為靈感、獨具特色的公共家具設施。「島聚」不僅能為公眾提供休憩場所，桌椅上更印有離島區嘅地標及有趣冷知識，展現區內獨有地形面貌與文化歷史。